# Boisset-et-Gaujac
Boisset-et-Gaujac település Franciaországban, Gard megyében. Lakosainak száma 2621 fő (2022. január 1.). Boisset-et-Gaujac Anduze, Bagard, Générargues, Lézan, Massillargues-Attuech, Ribaute-les-Tavernes és Tornac községekkel határos.

## Népesség
A település népességének változása:
| Lakosok száma | 711  | 1106 | 1548 | 2204 | 2471 | 2523 | 2545 | 2552 | 2568 | 2621 |
|               | 1968 | 1982 | 1990 | 2006 | 2013 | 2015 | 2017 | 2019 | 2020 | 2022 |